# Paolo Sperati

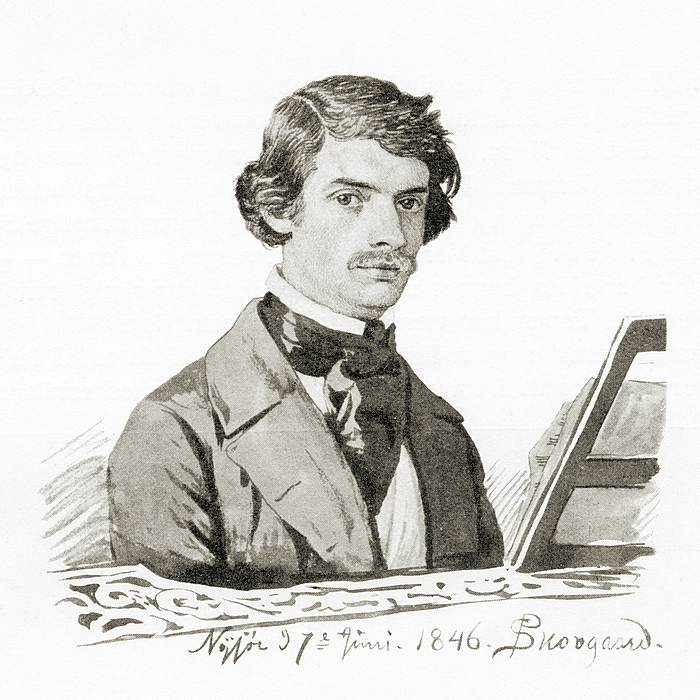
Sperati i København
P.C. Skovgaard, 1846

Paolo Agostino Sperati, född den 26 mars 1821 i Turin, död den 20 maj 1884 i Kristiania, var en italiensk musiker. Han var far till Carlo Alberto Sperati, svärfar till Octavia Sperati och farfar till Robert Sperati. 
Sperati var 1848–1849 dirigent för ett italienskt operasällskap i Stockholm och anförde samma trupp i Köpenhamn 1849–1850. Han blev 1850 kapellmästare vid Kristiania teater och sedermera vid småteatrarna där, var också organist vid romersk-katolska kyrkan samt från 1854 förtjänstfull instruktör vid den norska militärmusiken. Han komponerade scenisk musik (bland annat till Ibsens "Gildet paa Solhoug"), marscher och danser med mera.